# Мальпело (острів)
Острів Мальпело (ісп. Isla de Malpelo) — вулканічний острів, розташований в Тихому океані, приблизно за 300 км від узбережжя Колумбії, в точці з координатами 3°59′ пн. ш. 81°36′ зх. д. / 3.983° пн. ш. 81.600° зх. д.. Площа острова 0,35 км², острів оточений кількома невеликими скелями. Острів ненаселений, за винятком невеликого військового посту колумбійської армії, встановленого в 1986 році. Для відвідування острова необхідно отримати дозвіл від колумбійського міністерства екології.
| Колумбія | Це незавершена стаття з географії Колумбії. Ви можете допомогти проєкту, виправивши або дописавши її. |